# 丘拜尼王朝
丘拜尼王朝（波斯語：سلسله امرای چوپانی；英語：Chobanids），又译楚邦王朝或出班王朝，是由泰赤烏部後裔建立的王朝，興於14世紀的波斯。丘拜尼王朝起初臣服於伊兒汗國，在伊兒汗國分裂後實質控制著其領土。丘拜尼王朝以阿塞拜疆為根據地，而札剌亦兒王朝則控制著巴格達。

## 早期的丘拜尼人
早期的丘拜尼人是泰赤烏部的成員，其中的蘇爾根·西拉是最重要的丘拜尼人，他一直效忠成吉思汗直至後者的崛起，他的儿子赤老温是成吉思汗四杰之一。丘拜尼人在伊兒汗國治下變得活躍。蘇爾根·西拉的後裔阿米爾·圖達洪在對抗馬木留克王朝的埃爾比斯坦戰役裡戰死，阿米爾·圖達洪的兒子馬利克認伊兒汗國貴族阿米爾·楚邦（Chupan）為父。

## 阿米爾·楚邦及兒子們
14世紀初，阿米爾·楚邦先後效忠於伊兒汗國三位統治者，他先在第七任伊兒汗合贊麾下效力，作為軍事指揮官的阿米爾·楚邦迅速得以對伊兒汗國統治者施加影響力，並迎娶了旭烈兀家系的成員。他的權力引起了貴族們的憤慨，他們在1319年密謀對付他，但以失敗告終。第九任伊兒汗不賽因同樣忌諱阿米爾·楚邦的影響力，他成功將阿米爾·楚邦逐出宮廷。阿米爾·楚邦逃到赫拉特，管治赫拉特的卡爾提德王朝將他處死。他的兒子們逃往金帳汗國、馬木留克王朝，其中一些兒子被殺。

## 巴格達·可敦
丘拜尼人的勢力並沒有在波斯消失，楚邦的女兒巴格達·可敦（Baghdad Katun）已引起了不賽因的注意。巴格達·可敦嫁給未来的札剌亦兒王朝的創建者謝赫·大哈散王公，在楚邦已逃亡後，謝赫·大哈散王公與巴格達·可敦離婚，巴格達·可敦改嫁不賽因，她旋即對不賽因施加影響力。她被指涉及針對不賽因的陰謀，被認為與不賽因在1335年的逝世有關。不賽因的繼承人阿兒巴將她處死。

## 謝赫·小哈散·楚邦王公的崛起
阿兒巴的地位薄弱，楚邦的孫女德爾薩德·可敦（Delsad Katun）逃到迪亞巴克爾，激使當地的統治者擊敗了阿兒巴。在隨後數年內，國內爆發了衝突，丘拜尼人各自傾軋到阿兒巴或謝赫·大哈散王公的陣營裡。謝赫·大哈散王公最終迎娶了德爾薩德·可敦。
在札剌亦兒王朝於伊拉克鞏固勢力之際，楚邦的孫兒謝赫·小哈散·楚邦王公（Hasan Kucek）也是楚邦王朝實際的創建者，在大不里士一帶開拓出一片屬於丘拜尼王朝的領土。
小哈散先將丘拜尼人收歸旗下，後於1338年7月16日，擊敗大哈散，占領伊兒汗國首都桃里寺（大不里士），可汗麻合馬被楚邦王朝俘殺。同年，他抬舉不賽因的姐妹、楚邦的遺孀撒迪別為伊兒汗國君主。為了控制撒迪別，小哈散逼使撒迪別嫁給他的傀儡速来蛮，隨後又於1339年在伊兒汗國首都桃里寺改拥立速来蛮為汗，而實質控制著其領土，並繼續對札剌亦兒王朝作戰；第二年击败謝赫·大哈散王公，取代其所擁立报达（巴格达）的可汗只罕帖木儿，致使速來蠻成為伊兒汗國西部唯一的旭烈兀家族可汗。但是來自家族內鬥才是真正的挑戰，多位家族成員叛投札剌亦兒王朝，逼使謝赫·小哈散·楚邦王公要作出對策。
1343年小哈散被谋杀，逝世後汗國内讧，速来蛮请札剌亦儿王朝谢赫·大哈散王公干涉，结果失去汗位。

## 馬立克·阿希拉夫及衰亡
謝赫·小哈散·楚邦王公逝世後，權力鬥爭的好戲馬上便上演。謝赫·小哈散·楚邦王公的親兄弟馬立克·阿希拉夫（Malek Ashraf）佔得先機，剷除了他的叔伯們。1344年末，馬立克·阿希拉夫已經可以有效控制丘拜尼王朝的領土。如前任君主一樣，馬立克·阿希拉夫在幕後操縱傀儡，他在伊兒汗國首都桃里寺（大不里士）擁立年幼的努失兒完繼位。
在他的統治下，攻佔巴格達的軍事行動遭遇重大打擊，在1350年進攻因賈王朝控制的法爾斯又受挫。馬立克·阿希拉夫的統治變得越來越殘酷，引起臣民的不滿。金帳汗國札尼别在1357年攻陷大不里士，馬立克·阿希拉夫被殺，楚邦王朝滅亡，努失兒完不知所終，桃里寺的正統伊兒汗國宣告結束，幾乎沒有人為丘拜尼王朝的衰落而感到惋惜。馬立克·阿希拉夫及他的後代被處死，家人被轉送到金帳汗國，終結了丘拜尼王朝的統治。

## 註腳
1. ↑  Broadbridge 2008，第11頁
2. ↑  Khanbaghi 2006，第73頁
3. ↑  Lane 2006，第251頁
4. ↑  Broadbridge 2008，第160頁
5. ↑  Spuler 1969，第54頁
6. ↑  Broadbridge 2008，第161頁

## 外部連結
- （英文）丘拜尼王朝（页面存档备份，存于）－伊朗百科全書